# Familie Pinciotti
De hieronder weergegeven lijst bevat de leden van de familie Pinciotti uit de sitcom That '70s Show
- Donna Pinciotti, de dochter tevens hoofdpersoon van de serie
- Bob Pinciotti, de vader van Donna
- Midge Pinciotti, de moeder van Donna
- Joanne Stupak, een vriendin van Bob

## Kenmerken
De familie Pinciotti is een rare familie, tot ergernis van Donna. Bob en Midge doen veel dingen op seksueel gebied, en vertellen dit aan hun dochter, die daarvan walgt. Gedurende de serie krijgen Bob en Midge ruzie en in seizoen 4 verlaat Midge Bob en Donna. Als Bob nu zijn Donna moet gaan 'voeden', komt hij Joanne tegen. Zij wordt de nieuwe vriendin van Bob tot seizoen 5.